# Alexander Böhm (Rechtswissenschaftler)
Alexander Böhm (* 14. Juni 1929 in Berlin; † 12. Mai 2006 in Oppershofen) war ein deutscher Rechtswissenschaftler und Kriminologe.

## Leben
Seine Eltern waren der Wirtschaftswissenschaftler und Politiker Franz Böhm und Marietta Böhm, geb. Ceconi, die Tochter der Schriftstellerin Ricarda Huch. Ricarda Huch war ihrem Enkel Alexander sehr zugetan und nannte ihn stets „Kander“.
Böhm besuchte von 1938 bis 1945 das humanistische Gymnasium Carolo-Alexandrinum in Jena, anschließend das humanistische  Friedrich-Gymnasium Freiburg (im Breisgau), wo er 1947 die Reifeprüfung ablegte. Dort begann er das Studium der Rechte, das er in Basel und Frankfurt am Main fortsetzte. Hier legte er 1951 das erste und 1956 das zweite juristische Staatsexamen ab. 1957 wurde er an der Johann Wolfgang Goethe-Universität in Frankfurt mit einer von Wolfgang Preiser betreuten Arbeit über Die Rechtspflicht zum Handeln bei den unechten Unterlassungsdelikten promoviert. 
Von 1957 bis 1974 war Böhm im öffentlichen Dienst des Landes Hessen im Bereich des Strafvollzugs tätig, zuletzt als Leiter der Jugendstrafanstalt Rockenberg.
1974 nahm Böhm einen Ruf auf einen Lehrstuhl für Kriminologie, Strafrecht und Strafvollzug an der Universität Mainz an. Ab 1988 war Böhm zudem im Nebenamt Richter am Pfälzischen Oberlandesgericht Zweibrücken.
Böhm war seit 1962 Mitglied der Deutschen Vereinigung für Jugendgerichte und Jugendgerichtshilfen und von 1980 bis 1989 Vorsitzender der Landesgruppe Hessen, deren Arbeit er bis zuletzt aktiv begleitete.
Seit der Gründung des Vereins Weißer Ring im Jahre 1976 in Mainz hat sich Böhm als Gründungsmitglied ehrenamtlich für den Aufbau dieses Vereins und die Verbesserung der rechtlichen Situation der Opfer von Kriminalität in herausragender Weise engagiert. Zuletzt leitete er den Fachbeirat Strafrecht.
Böhm leitete die Kommission des Bundesjustizministeriums, die von 1976 bis 1980 einen Entwurf für ein Jugendstrafvollzugsgesetz erarbeitete.

## Leistungen
Böhm leistete wichtige wissenschaftliche Beiträge zum Jugendstrafrecht, zur Jugendkriminalität und zur Resozialisierung Jugendlicher.

## Ehrungen
- Festschrift für Alexander Böhm zum 70. Geburtstag am 14. Juni 1999. Hrsg. v. Wolfgang Feuerhelm, Hans-Dieter Schwind, Michael Bock, Berlin, New York 1999. XIII, 869 Seiten. ISBN 978-3-11-015696-6

## Nachrufe
- Sigrun Gatti et al.: Nachruf. Prof. Dr. jur. Alexander Böhm. in: JOGU. Das Magazin der Johannes-Gutenberg-Universität Mainz, Nr. 197, 2006, S. 29.

- Bodo Gemper: In memoriam Professor Alexander Böhm. in: Der Schnapphans. Jenaer Heimatbrief, 91. Ausgabe, 2006, S. 60–65.

- Heinz Schöch: In dankbarem Gedenken an Prof. Dr. Alexander Böhm, Mitbegründer und Wegbegleiter. in: WEISSER RING, Zs. f. Opferschutz u. Prävention, 28. Jg., 2006, H. 3, S. 25.